# 居间职能
根据中华人民共和国现行民商法规定，在法律上房产租赁中介与买卖双方签订的是居间合同，而中介承担居间人的民事责任。根据法律释义“居间作为中介的一种形式，其宗旨是把同一商品的买卖双方联系在一起，以促成交易后取得合理佣金的服务。”即，无论何种居间，居间人都只是居于交易双方当事人之间起介绍、协助作用的中间人。